# Cydia periclydonia
Cydia periclydonia is een vlinder uit de familie bladrollers (Tortricidae). De wetenschappelijke naam voor deze soort is voor het eerst geldig gepubliceerd in 1983 door Diakonoff.
De soort komt voor in tropisch Afrika.